# Forcipomyia tawauensis
Forcipomyia tawauensis är en tvåvingeart som först beskrevs av Yu och Wirth 1997.  Forcipomyia tawauensis ingår i släktet Forcipomyia och familjen svidknott. Inga underarter finns listade i Catalogue of Life.